# Bieduszki
Bieduszki – osada w Polsce, położona w województwie świętokrzyskim, w powiecie koneckim, w gminie Stąporków.
W latach 1975–1998 miejscowość należała administracyjnie do województwa kieleckiego.
W gminie Stąporków istnieje także przysiółek wsi Smarków o nazwie Bieduszki.